# Гурдо, Мариус
Мариус Гурдо (фр. Marius Gourdault; 29 августа 1859, Шательро — 13 апреля 1935, Ванв) — французский художник, близкий к импрессионистам.

## Биография
Родился в 1859 году в городке Шательро в зажиточной семье. В дальнейшем жил с семьёй в Гавре, затем в Париже. В 1873 году в возрасте 14 лет учился в Париже в лицее Лавуазье, где считался одарённым учеником. В дальнейшем работал учителем рисования в Национальной школе мостов и дорог.
Параллельно занимался пейзажной живописью. Рано усвоил манеру импрессионистов. Работал на пленэре в характерной для импрессионизма манере. Летние месяцы зачастую проводил в деревне Доэлан в окрестностях городка Клоар-Карноэт, где также останавливался Гоген. Поддерживал дружеские связи с Анри Море.
Всю жизнь проработав в Национальной школе мостов и дорог, скончался, будучи на пенсии, в 1921 году. Был женат на учительнице по имени Мари, в браке родился сын.
Творчество Мариуса Гурдо долгое время оставалось известно мало, что усугублялось путаницей с картинами сравнительно более известного однофамильца, Пьера Гурдо.
Только начиная с 1990-х годов, на основании ревизии аукционных каталогов и других источников, многие работы, ранее приписывавшиеся Пьеру, были переатрибутированы Мариусу. Возник интерес к его творческому наследию, в 1993 году состоялась выставка работ Гурдо и Море, был издан каталог.

## Галерея

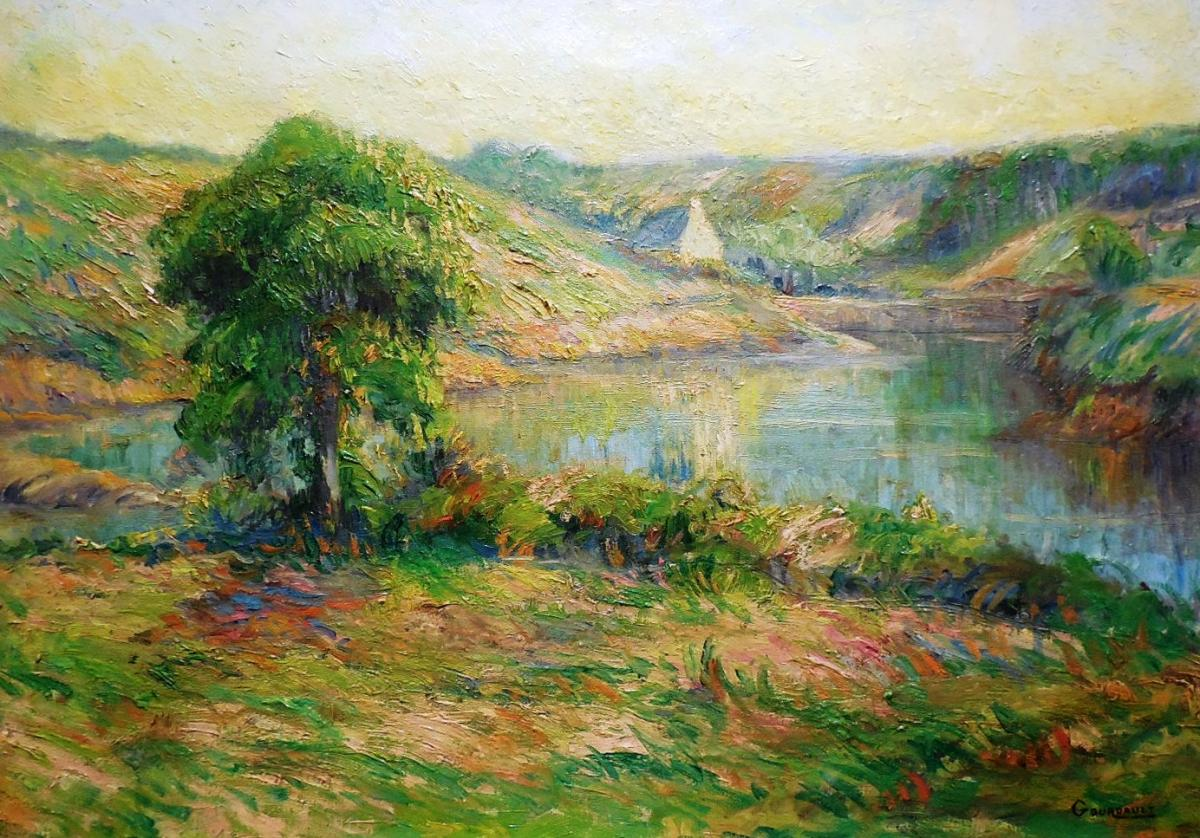
Сумерки, устье реки Белон.
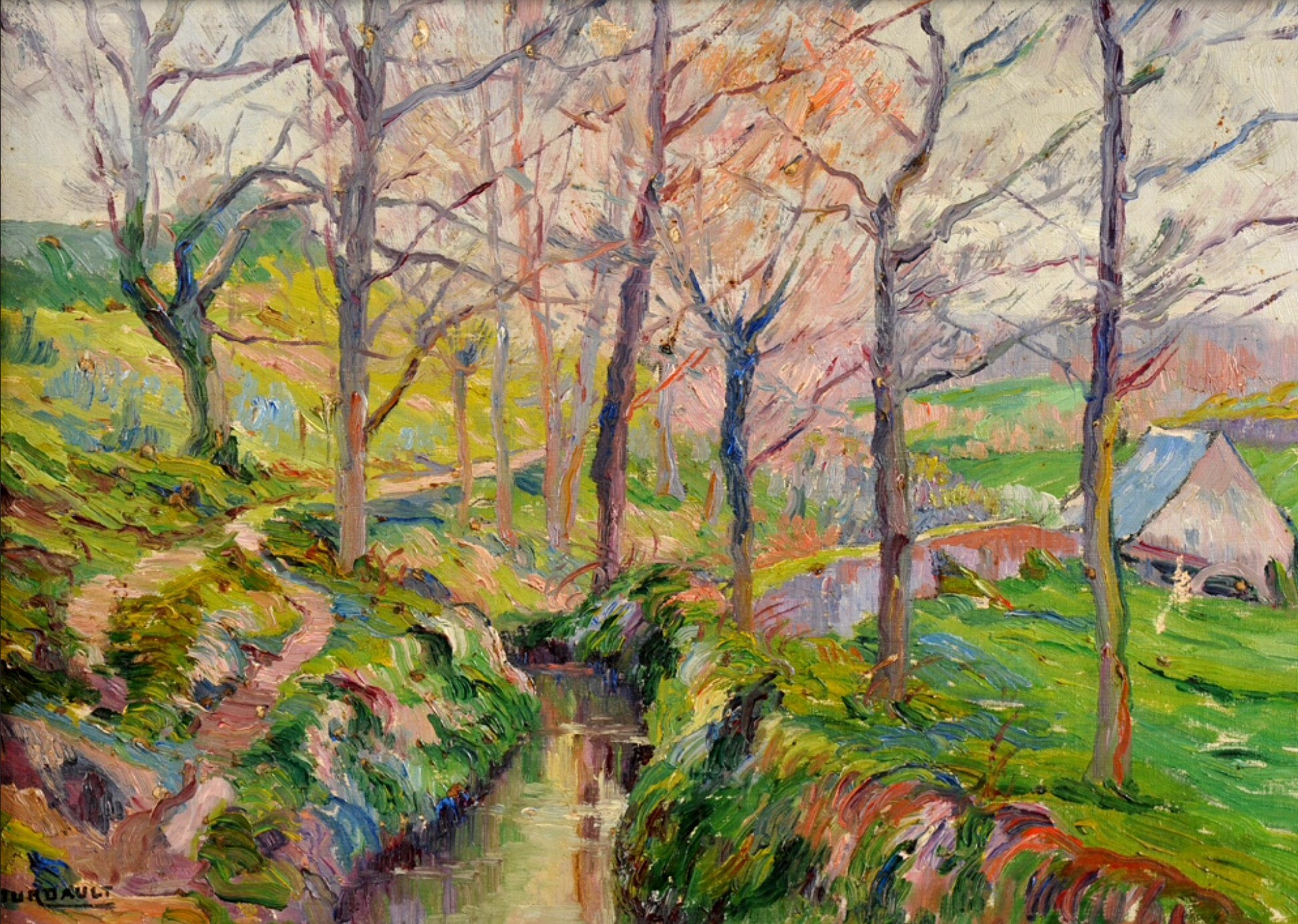
Мельница в Клоар-Карноэт.
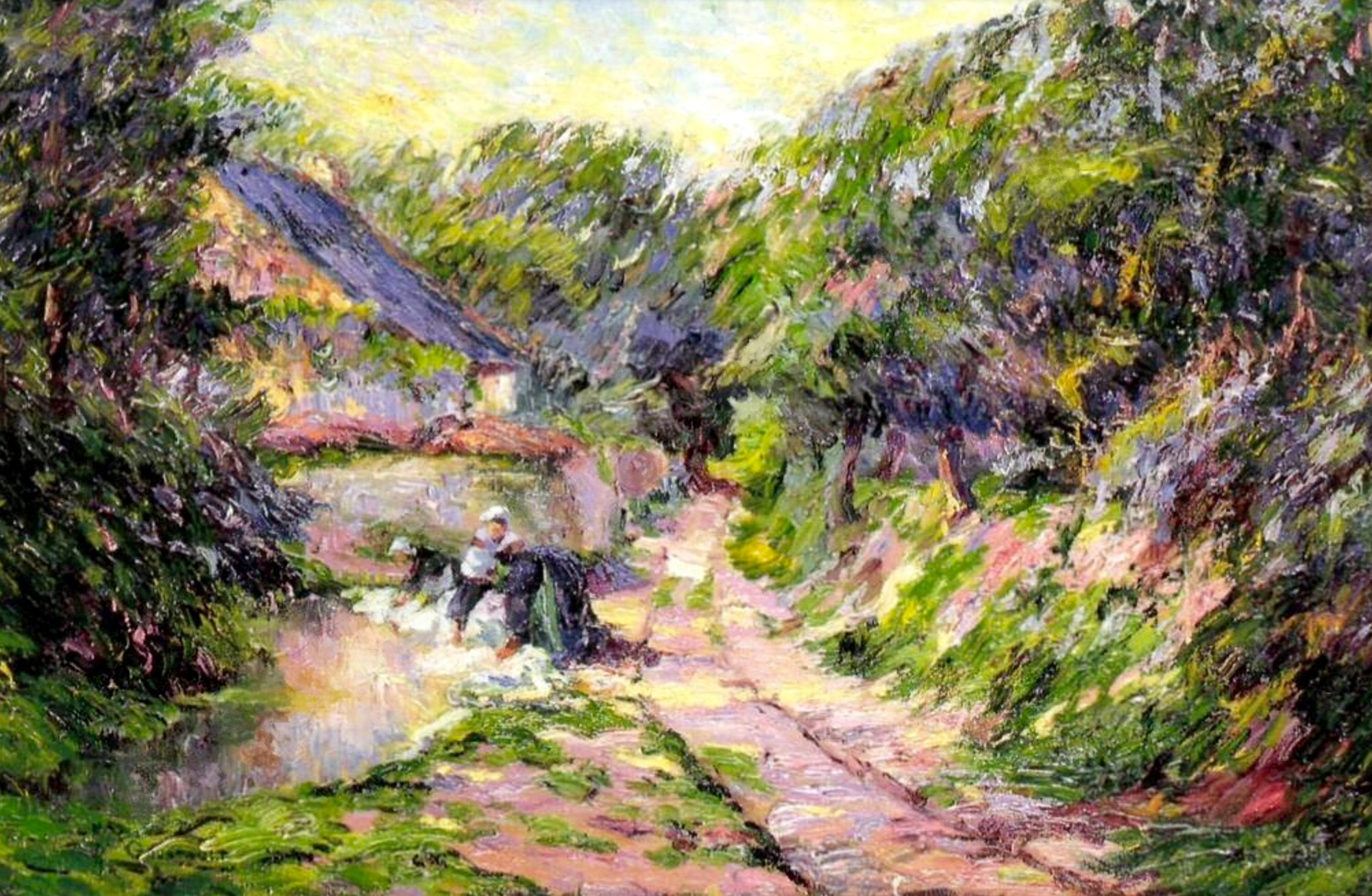
Женщины, стирающие бельё. Клоар-Карноэт.
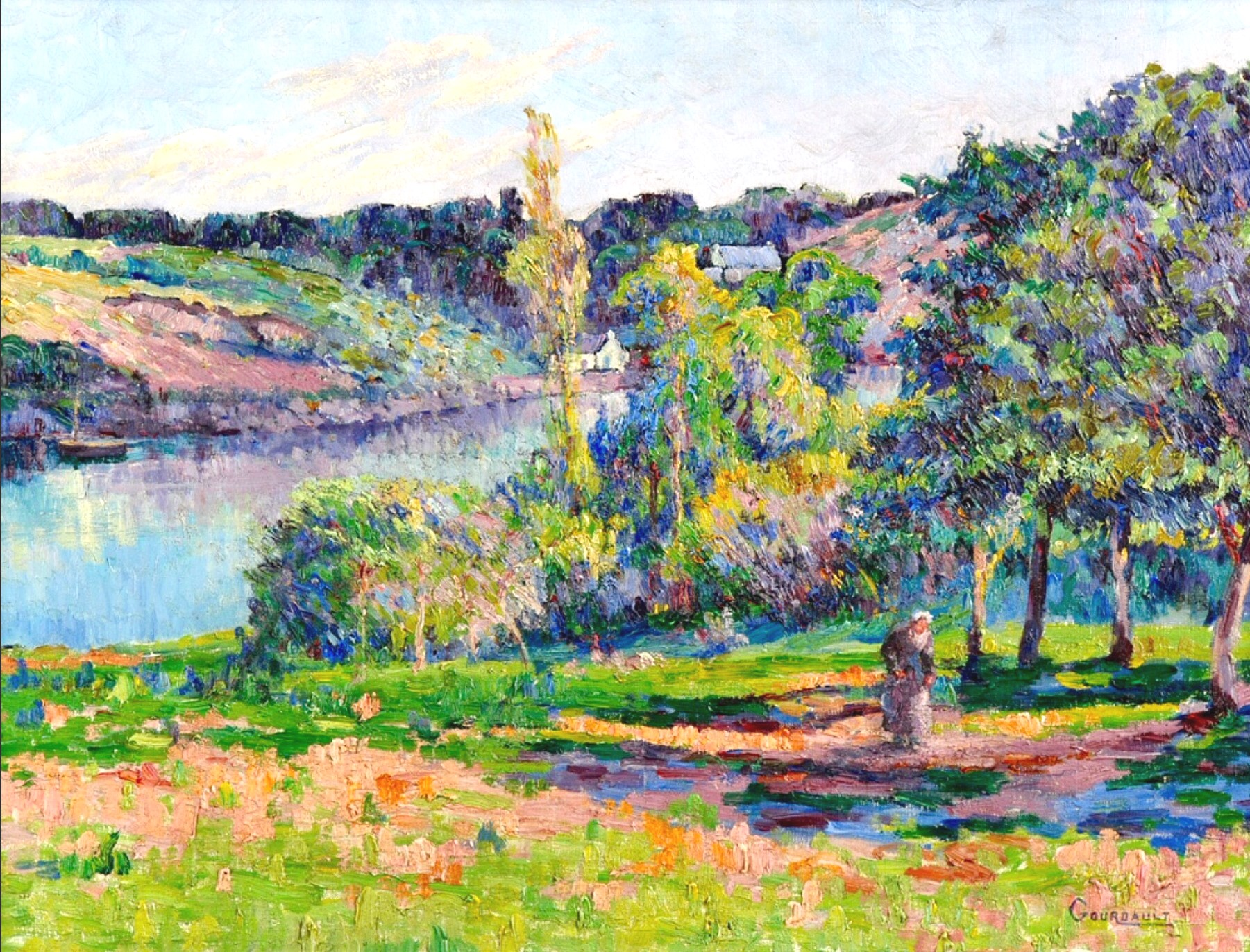
Долина Сенешаль, Доэлан.
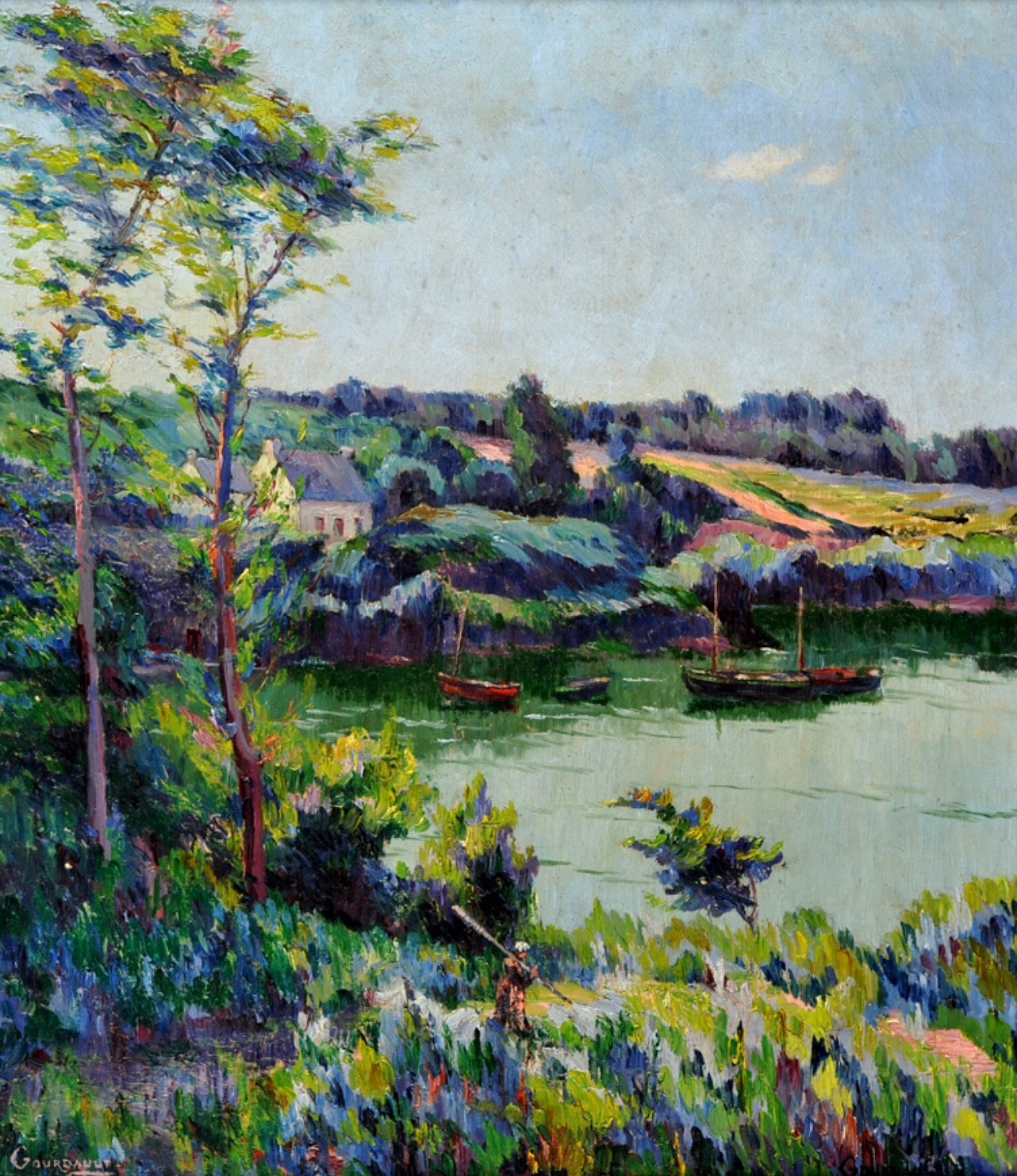
Доэлан.
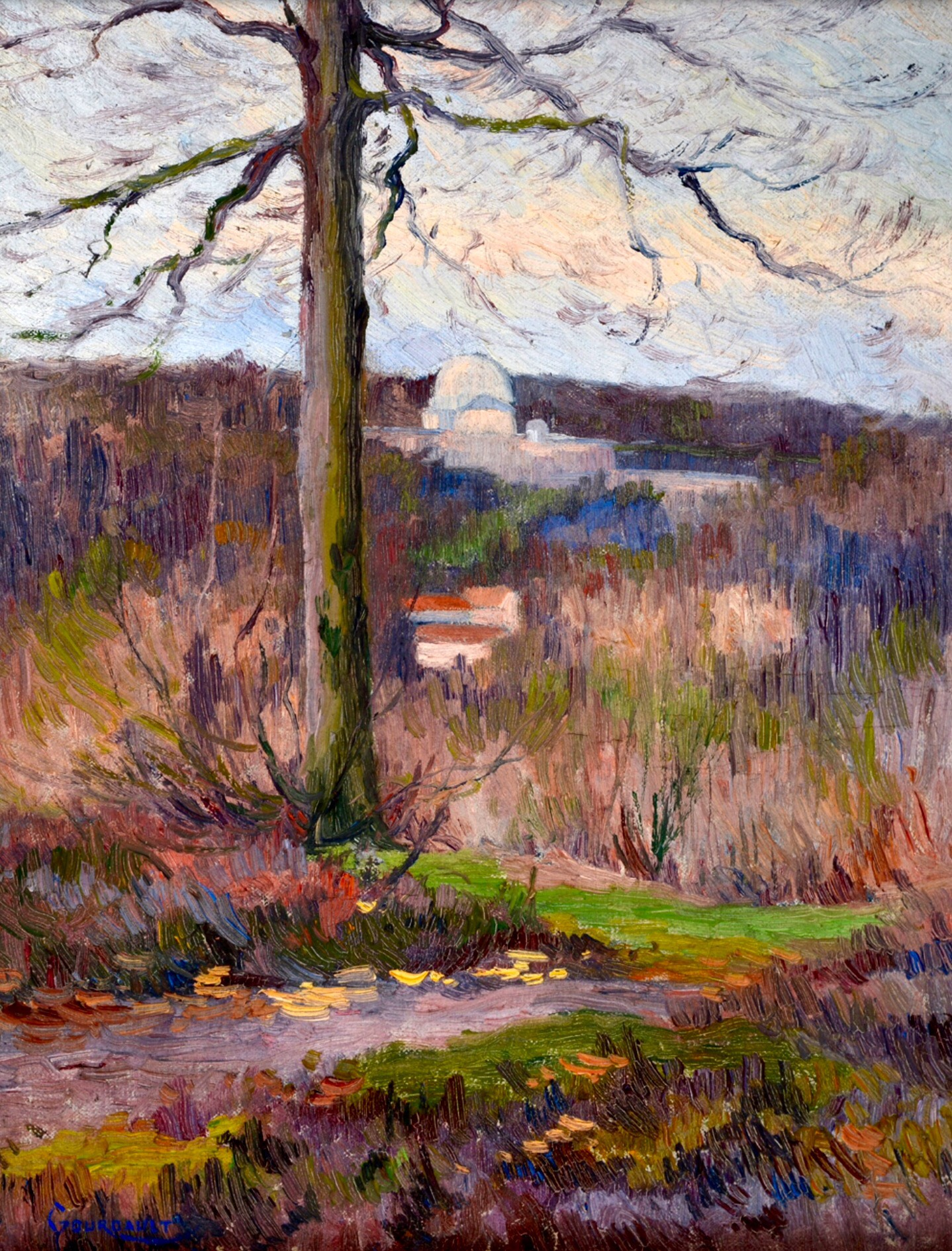
Медонская обсерватория.
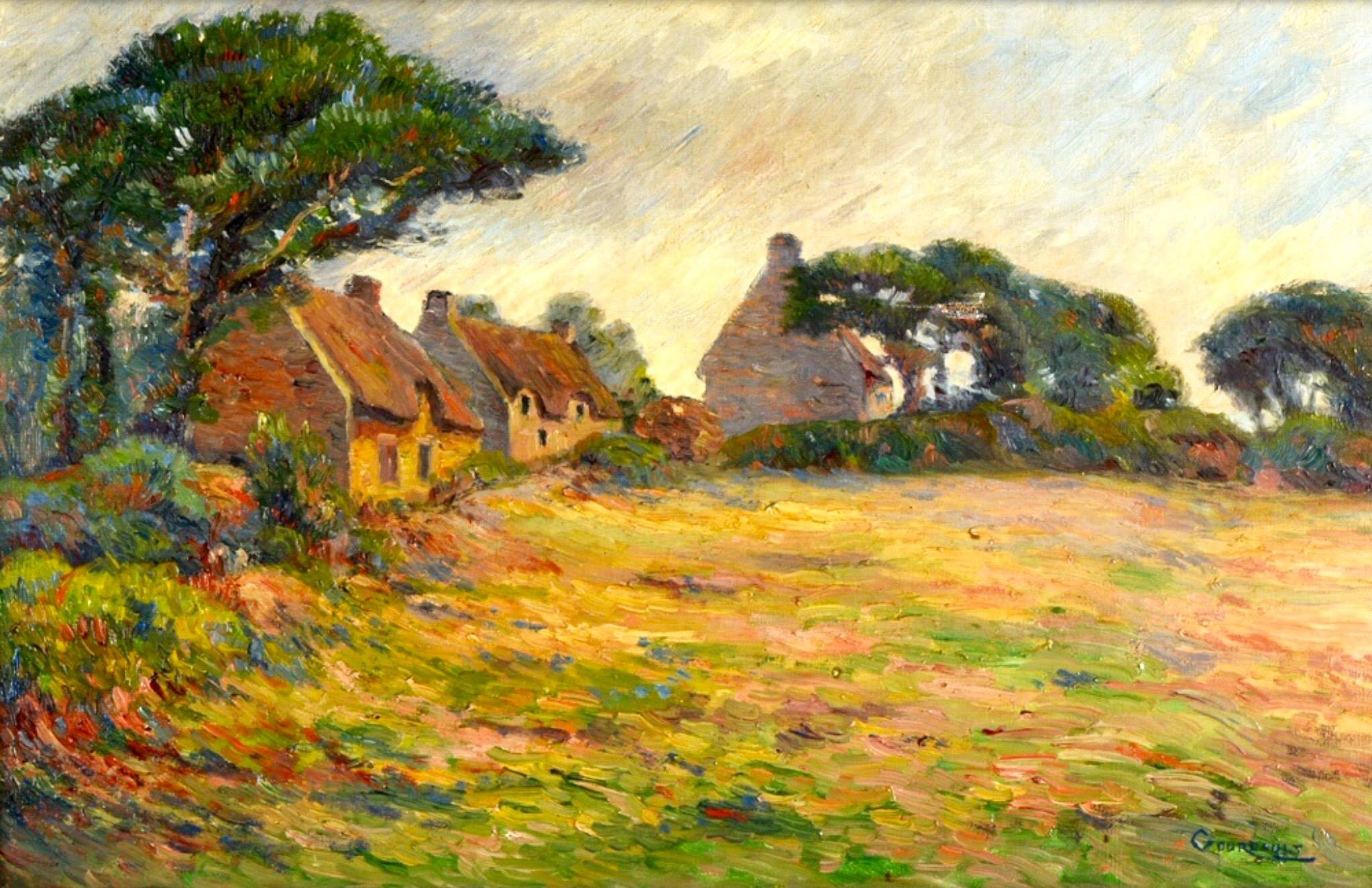
Деревня в окрестностях Доэлана.
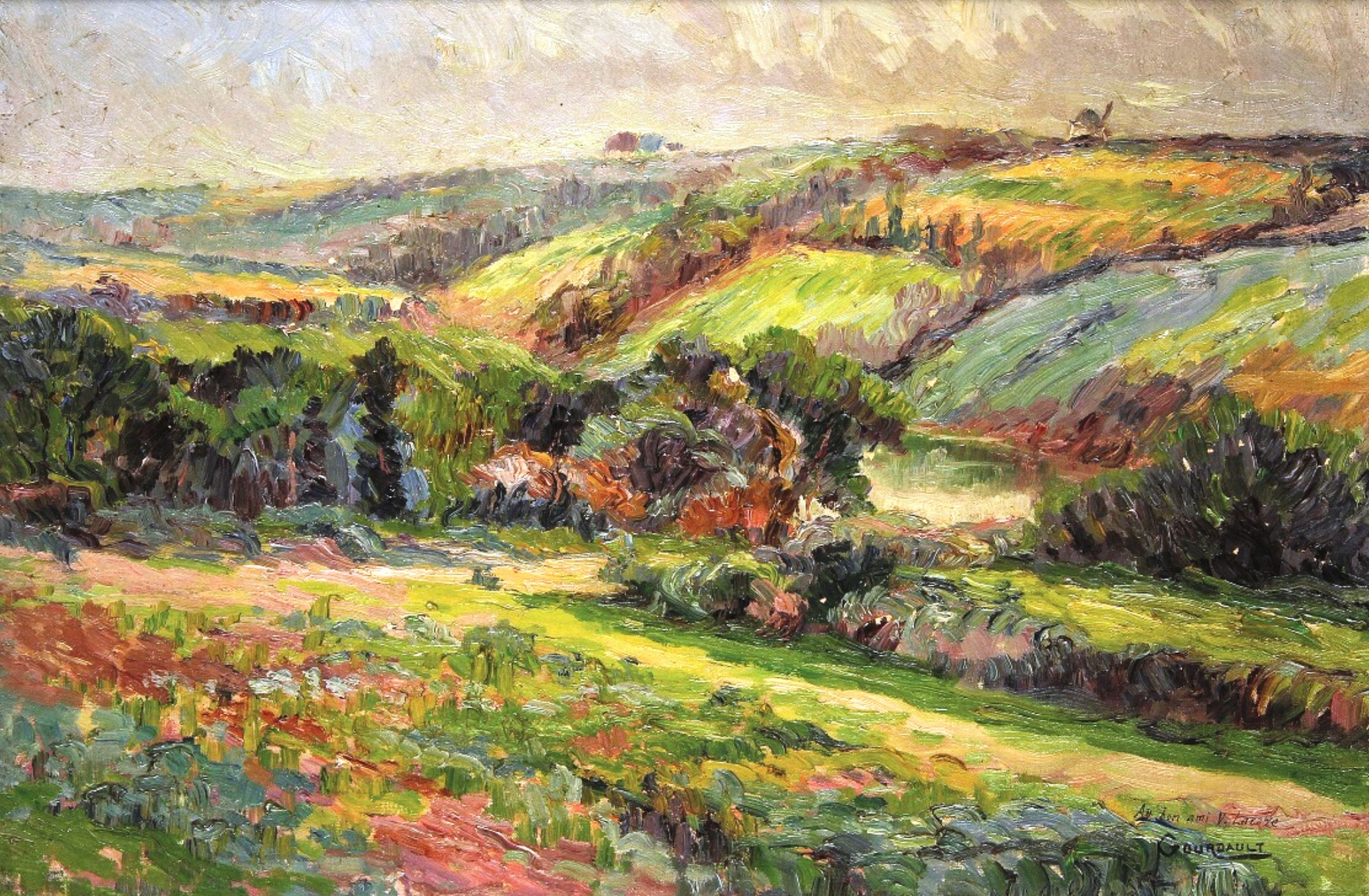
Пейзаж с мельницей.
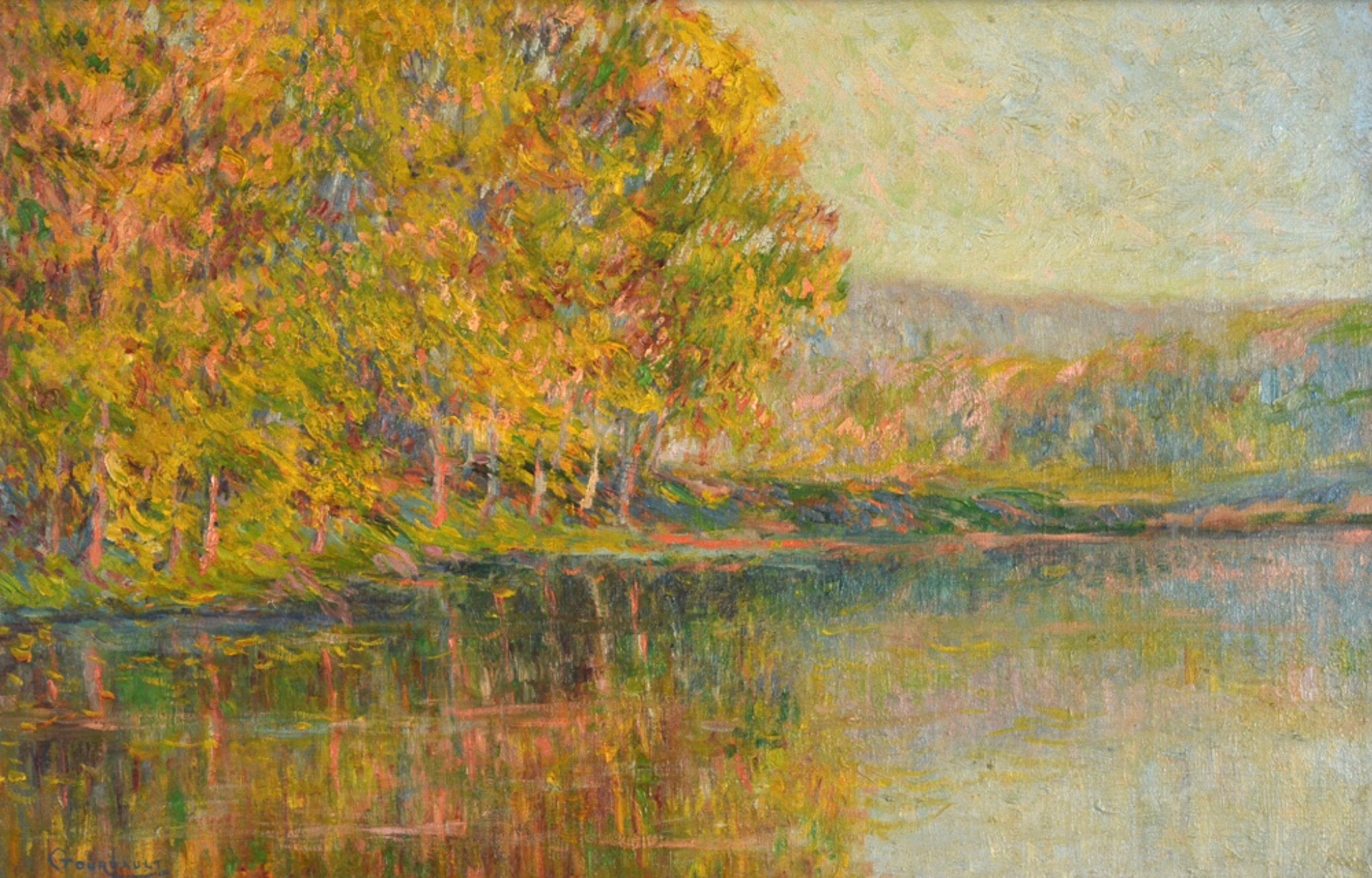
Берег Сены около Медона.
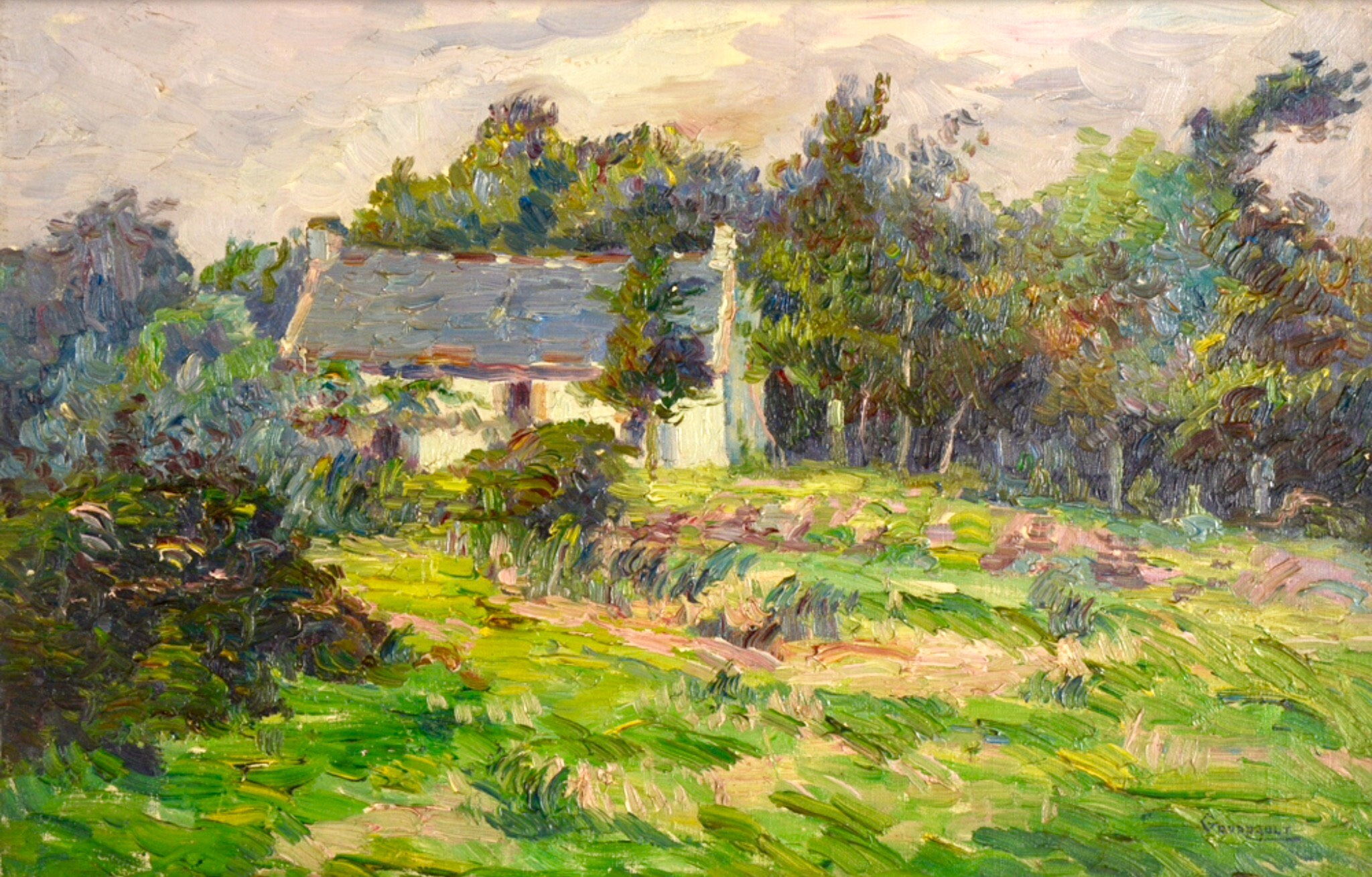
Коттедж в Доэлане.
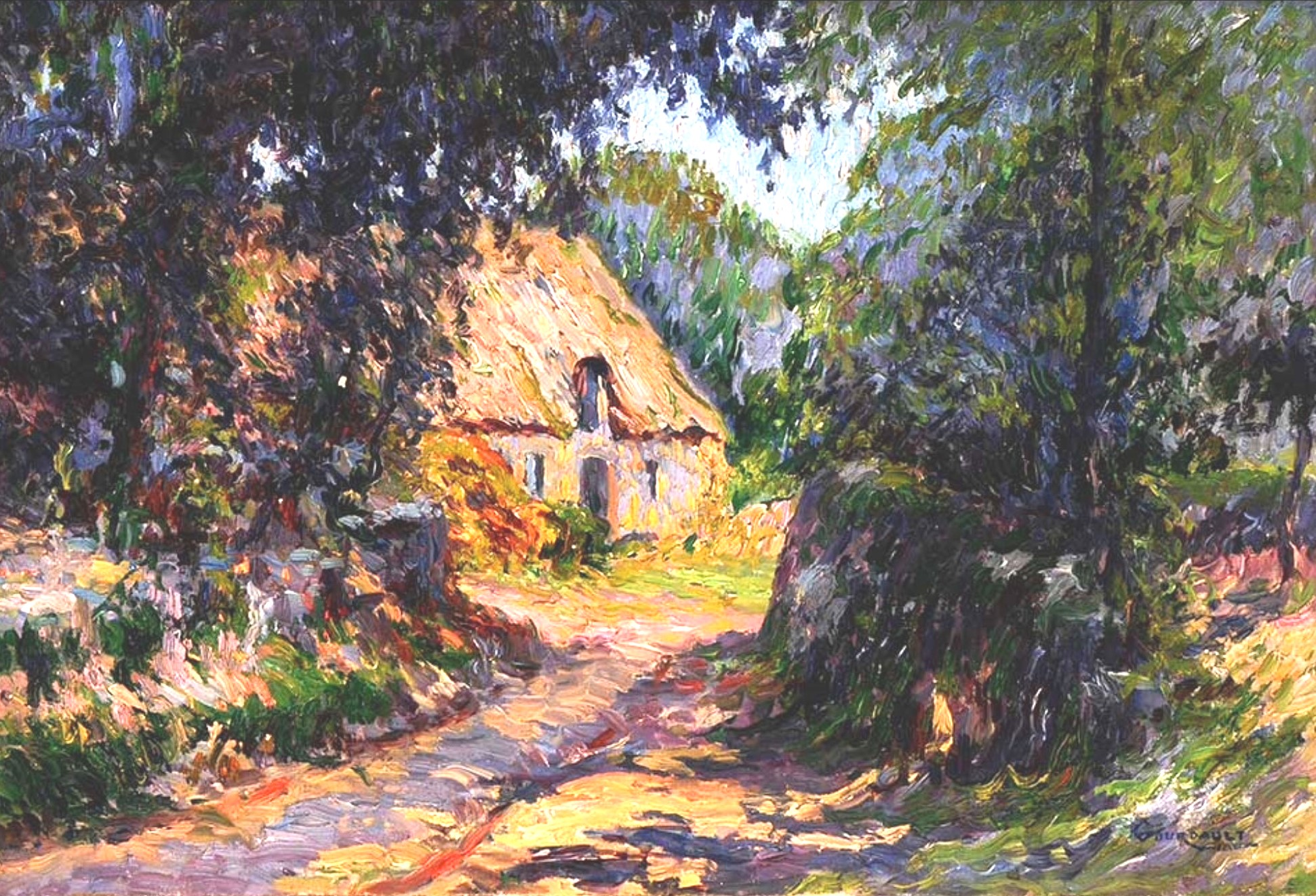
Коттедж. Доэлан.